# Plagiosarus melampus
Plagiosarus melampus là một loài bọ cánh cứng trong họ Cerambycidae.